# Cryptantha pusilla
Cryptantha pusilla là loài thực vật có hoa trong họ Mồ hôi. Loài này được (Torr. & A.Gray) Greene mô tả khoa học đầu tiên năm 1887.